# Primosale
Per primosale, o primo sale, s'intende un determinato grado di stagionatura del formaggio pecorino, ma il termine indica anche un formaggio pecorino tipico siciliano. Il termine "primosale" è usato soprattutto nell'Italia meridionale.
In Sicilia è una denominazione che è stata inserita nella lista dei prodotti agroalimentari tradizionali italiani (P.A.T.) del Ministero dell'agricoltura, della sovranità alimentare e delle foreste, essendo stato riconosciuto come prodotto tipico siciliano.
Il primo sale ottenuto dal latte di vacca, invece, è maggiormente diffuso nel Nord Italia, soprattutto in Emilia Romagna, Liguria e Lombardia. 

## Stagionatura
Il pecorino può essere consumato in uno dei suoi quattro gradi di stagionatura, che sono:
- Tuma
- Primosale
- Secondosale (semistagionato)
- Pecorino stagionato

La differenza fra le quattro dizioni sta essenzialmente nel tempo di stagionatura e nella salatura.
Il prodotto della caseificazione del latte pecorino senza alcuna salatura è la tuma, e va consumato fresco, entro una settimana.
Quando si sottopone la tuma subito a salatura, si ottiene, dopo circa un mese, il primosale.